# Astralwerks
Astralwerks är ett New York-baserat skivbolag som huvudsakligen ger ut elektronisk musik. Det ägs av Virgin Records/EMI och distribueras av Caroline Distribution i USA.
Nedan följer ett urval av artister som har fått material utgivet på Astralwerks. Ett antal av de listade akterna nedan är bara distribuerade av Astralwerks, på grund av att de ger ut ett antal europeiska akter på den amerikanska marknaden. 

## Artister
- 22-20s
- 777
- Adam F
- Air
- Alpha
- Alpinestars
- Air Traffic
- Ambulette
- Amorphous Androgynous
- Craig Armstrong
- Athlete
- Audio Bullys
- The B-52's
- Basement Jaxx
- Bat for Lashes
- The Bees
- Bentley Rhythm Ace
- The Beta Band
- Blue Six (Naked Music/Astralwerks)
- Boymerang
- Cassius
- The Chemical Brothers
- Clinton (Luaka Bop/Astralwerks)
- BJ Cole
- The Concretes
- Graham Coxon
- The Daedalus Project
- Day One
- Diamond Rings
- Digitalism
- Dom
- Brian Eno
- Doves
- Empire of the Sun
- Fatboy Slim
- Bryan Ferry
- Fierce Ruling Diva
- Fluke
- Freaky Chakra
- Sia Furler
- Future Sound of London
- Gabin
- The Golden Republic
- David Guetta
- Steve Hackett
- Gemma Hayes
- H_Foundation
- Hot Chip
- The Irresistible Force
- Iggy Pop
- The Japanese Popstars
- Joi
- Kate Bush
- King Biscuit Time
- Kings of Convenience
- The Kooks
- k-os
- Kraftwerk
- Kylie Minogue
- Late of the Pier
- Sondre Lerche
- The Little Ones
- Laura Marling
- Miguel Migs (Naked Music/Astralwerks)
- Miss Kittin
- μ-ziq
- Ben Neill
- Nervo
- Neu!
- Beth Orton
- Erlend Øye
- Pet Shop Boys
- Phoenix
- Photek
- Placebo
- Plastilina Mosh
- Playgroup
- Primal Scream
- Radio 4
- Revolver
- Röyksopp
- Les Rythmes Digitales
- Seefeel
- Simian
- Skylab
- The Sleepy Jackson
- Small Sins
- Soul Oddity
- Yoko Ono
- Spacetime Continuum
- Sparklehorse
- Sunna
- Swedish House Mafia
- System 7
- Techno Animal
- Sébastien Tellier
- Todd Terry
- Tracey Thorn
- T-Love (Pickininny/Astralwerks)
- Tranquility Bass
- Turin Brakes
- Überzone
- VHS or Beta
- Luke Vibert
- Wagon Christ
- West Indian Girl
- Robbie Williams